# Theodora Anna Doukaina Selvo
Theodora Anna Doukaina Selvo, född 1058, död 1083, var en bysantinsk prinsessa och dogaressa av Venedig. Hon var gift med Venedigs doge Domenico Selvo från 1075 och dogaressa av Venedig från sitt giftermål till sin död. 
Hon var dotter till kejsar Konstantin X av Bysans och Eudokia Makrembolitissa.
Theodora förlovades med Selvo av sin bror, kejsar Mikael VII Ducas. Det är inte känt hur och varför äktenskapet arrangerades. Vigseln ägde rum i Konstantinopel 1075, där hon av sin bror kejsaren kröntes med det kejserliga diademet enligt fullt kejserligt ceremoniel. 
Hon förde med sig ett stort grekiskt hov som följe till Venedig, där hon blev impopulär på grund av sin luxuösa livsstil och sitt arroganta uppträdande. Theodora uppträdde som en kunglighet, vilket var politiskt känsligt i Venedig, där det fanns en oro över att dogen skulle försöka införa monarki. Vid hennes ankomst noterades det att dogen bar ett kungligt diadem då han tog emot henne. Hon medförde ett helt hov med hovdamer, hovkammarherrar och slavar, och levde enligt samma kejserliga ceremoniell som i Konstantinopel. 
Hon var känd för sin lyx; hon ska bland annat ha badat i vin och parfym och endast ha färdats i gondol. Hon introducerade gaffel, servett, sköljskål och lampetter i Venedig. Hon blev också en förebild inom mode, och många nya vanor introducerades i Venedig efter henne: bland annat ska det ha varit efter henne det blev populärt att parfymera och sminka sig och använda parfymerade handskar i Venedig.
Theodora ska ha avlidit i en venerisk sjukdom, som i krönikan betraktades som ett straff från Gud för hennes dåliga karaktär och synder.